# Șincai-Fânațe
Șincai-Fânațe – wieś w Rumunii, w okręgu Marusza, w gminie Șincai. W 2011 roku liczyła 243 mieszkańców.